# 사카파주

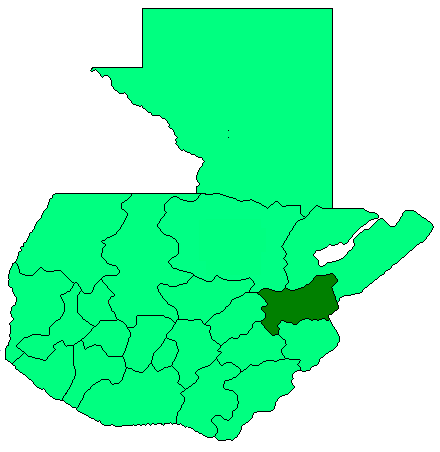
사카파 주의 위치

사카파주(스페인어: Departamento de Zacapa)는 과테말라 동부에 위치한 주로 주도는 사카파이며 면적은 2,690km2, 인구는 200,167명(2002년 기준)이다.
북쪽으로는 알타베라파스 주와 이사발 주, 서쪽으로는 엘프로그레소 주, 남쪽으로는 치키물라 주, 할라파 주와 접하며 동쪽으로는 온두라스와 국경을 접한다. 10개 지방 자치체를 관할한다.